# Сатбай (Жалагаський район)
Сатба́й (каз. Сәтбай) — село у складі Жалагаського району Кизилординської області Казахстану. Входить до складу Маденієтського сільського округу.
У радянські часи село називалось Акколка або Ферма № 3 совхоза Жанадр'їнський.
Населення —  (2021; 191 у 2009, 204 у 1999,  у 1989).